# Ciclo delle storie di sant'Alessandro

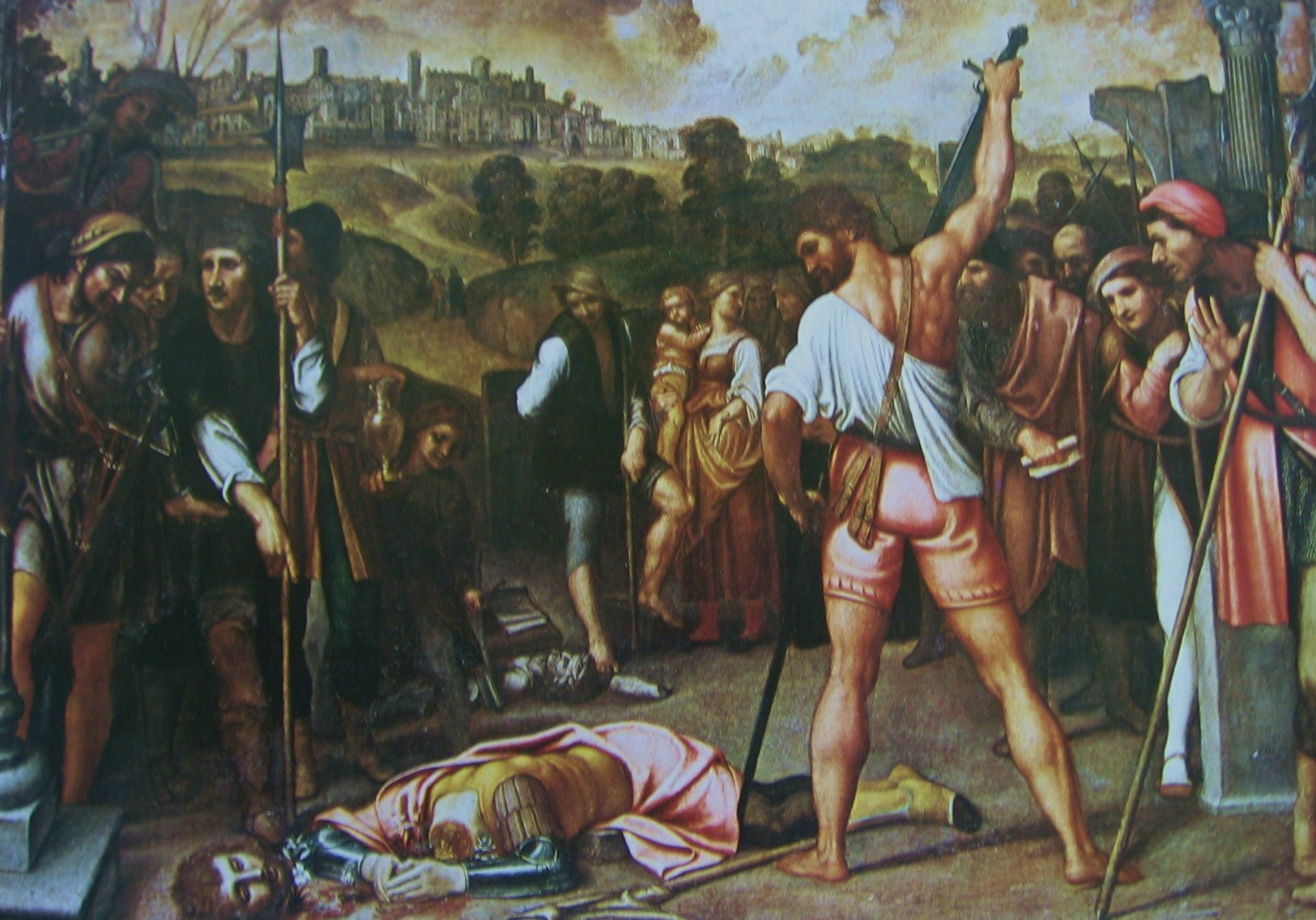
Enea Salmeggia-Martirio di sant'Alessandro

Le Storie di sant'Alessandro sono un ciclo pittorico dipinto olio su tela dall'artista bergamasco Enea Salmeggia detto il Talpino, eseguito durante il secondo decennio del Seicento poi scomposto. Il ciclo originariamente doveva essere completo di tredici dipinti che dovevano omaggiare sant'Alessandro, patrono di Bergamo ed esposto nella cattedrale alessandrina. Il ciclo fu diviso nel Settecento e le tele collocate in ubicazioni differenti.

## Storia
La diocesi di Bergamo con la costruzione delle mura veneziane di Bergamo e la demolizione dell'antica chiesa di Sant'Alessandro in Colonna dovette affrontare la conseguente unione, non facile, dei capitoli della chiesa intitolata a san Vincenzo levita, posta sulla piazza del duomo e quella alessandrina, e la successiva scelta di intitolare l'antico edificio a sant'Alessandro di Bergamo. Forse per celebrare l'unione fu decisa la creazione di un apparato pittorico che onorasse il martire bergamasco.
La considerazione che i dipinti facevano parte di un ciclo pittorico, era desumibile anche dallo sviluppo dei dieci episodi che raccontano la vita del santo in successione conseguenti a uno studio che risulta fosse stato realizzato dal Muzio, dal Paolo Morigia ma maggiormente da fra Celestino Colleoni che desiderava ricomporre la storia sacra della città orobica. Il frate infatti aveva scritto in quegli anni l'Historia Quadripartita di Bergomo et suo territorio, nato gentile e rinato christiano dove narrava la storia del santo proponendo i vari eventi esattamente come nel ciclo pittorico. 
I dipinti furono probabilmente realizzati su commissione del canonico Lattanzio Bonghi, facente parte del capitolo della basilica che prima della sua morte nel 1623, avesse fatto dono di dodici dipinti raffiguranti le storie del santo:
(Archivio diocesano)
La scelta cadde sul pittore nembrese perché aveva raggiunto una notevole fama, la sua attività milanese con le opere presenti in alcuni chiese tra cui il duomo di Milano lo avevano avvicinato alle idee di Federico Borromeo, che chiedevano all'arte attività non solo devozionali ma anche religiosamente educative. Forse per questo inizialmente le opere furono considerati lavori di Bernardino Luini tanto vicino al Borromeo, che il Salmeggia ben interpretò. La stima che la città aveva verso il Salmeggia è rilevabile anche da un documento che Girolamo Borsieri scrisse al collezionista Scipione Toso e che riporta: «mirar devotamente ciascuna sua immagine fino i nemici della stessa devotione».
Le tele dovevano venire esposte nella grande chiesa solo nelle solennità.
Della ricostruzione sacra della città facevano probabilmente parte il ciclo dei santi sempre del Salmeggia: san Domneone, Domno ed Eusebia, nonché il grande stendardo di Gian Paolo Cavagna raffiguranti i santi Fermo, Rustico e Procolo, entrambi che dovevano essere presenti nella cattedrale alessandrina. Si consideri di poco precedenti sono i Quadroni di San Carlo a cui la committenza sicuramente si ispirò, e che indicano quali erano le idee del tempo per l'arte sacra, come poi indicato dal Borromeo nel suo De pictura sacra pubblicato nel 1674. Sicuramente il Salmeggia aveva visto le realizzazioni dei Fiammenghini proponendo assonanze nel suo Processione del santo Chiodo. Un'incisione datata 1618 conservata a Roma opera di Johann Friedrich Greuter presenta come si doveva ricomporre il ciclo dei dipinti, anche se indica la presenza di 23 dipinti, anziché i tredici canonici. L'incisione è conservata presso il museo Adriano Bernareggi.
Il ciclo pittorico prevedeva la realizzazione di tredici tele, di cui undici realizzate dal Salmeggia e due da Fabio Ronzelli, pittore minore suo contemporaneo. Il ciclo fu descritto dallo storico dell'arte Tassi come presente nella sagrestia della cattedrale. Le tele sono conservate: due in Accademia Carrara, due nella sacrestia del duomo, una nella pinacoteca Tosio Martinengo a Brescia, cinque alla collezione Piazzini Albani di Bergamo. 
Il ciclo fu smembrato nel XVIII secolo e le tele furono vendute e collocate in esposizioni differenti, solo nell'estate del 2010 in occasione di una mostra furono riunite ed esposte nella cattedrale di Bergamo.

## Descrizione
Il ciclo pittorico si articolava in tredici tele: Dodici dovevano fare da contorno al grande dipinto raffigurante sant'Alessandro Bergamo a cavallo. Le tele presentano una narrazione semplice e lineare comprensibile a ogni classe sociale che dovevano avere scopo sia devozionale che dottrinale.

### Le tele

#### Sant'Alessandro salvato dal massacro dei tebei(103x148)
Il dipinto è conservato in collezione privata a Bergamo e racconta la fuga del santo e dei suoi compagni da Tebe. Alessandro è raffigurato su di un cavallo bianco che fugge seguendo le indicazioni dell'angelo che lo precede. Il santo indossa l'armatura militare e ha a fianco due soldati, un cavaliere e un fante mentre in lontananza continua la battaglia. Su di una roccia vi è la firma dell'artista.Il dipinto riprende la descrizione dell'evento fatta da fra Celestino Colleoni che cita: 
(Fra Celestino Colleoni «Historia Quadripartita di Bergomo et suo territorio, nato gentile e rinato christiano»)

#### Sant'Alessandro in carcere(103x148)
Il dipinto è conservato in collezione privata a Bergamo e raffigura la cella di una prigione illuminata da due torce. In primo piano sant'Alessandro con mani legati e piedi alle catene, accanto a lui i suoi compagni. Il santo sta parlando ai suoi compagni che lo ascoltano coinvolti. Fuori la cella un secondino regge una lampada e ascolta rapito quanto dice il santo. Anche questo riprende una citazione del Colleoni: 
(Fra Celestino Colleoni)

#### Sant'Alessandro resuscita un morto(103x148)
Il dipinto e conservato in collezione privata a Bergamo e raffigura il miracolo della resurrezione di un giovanetto per intercessione di sant'Alessandro durante la fuga con i suoi compagni dal carcere milanese. Il santo alza il braccio al cielo a indicare la grazia divina celeste che lo ha risorto. Il santo indossa sempre gli abiti miliari e tiene il vessillo con il giglio della legione tebea. Intorno, molte persone a ringraziare il santo.{ Fra Celestino Colleoni scriveva: 
(Fra Celestino Colleoni)

#### Sant'Alessandro rovescia le tavole degli idolatri(105x150)
La tela è stata acquistata il 28 agosto 1768 da Giacomo Carrara da Giuseppe Verdi di Novata il quale le aveva avute da Enrico Bonghi. La tela fu da subito esposta nell'importante Gabinetto posto al piano superiore. Dell'opera è visibile la firma: «AEneas Salmetia». La tela raffigura il santo con la gamba tesa che sta rovesciando una tavola dove sono posti molti oggetti idolatrati dai presenti, mentre con la mano sinistra alzata indica il suo rifiuto a ogni forma di idolatria. Il santo fronteggia l'imperatore Massimiano che indicando la corona d'alloro che tiene sul capo quale forma del suo potere di poterlo mandate a morte per il rifiuto a riconoscere i suoi dei. Dalla tavola coperta da una bianca tovaglia cadono un oggetto dorato e sangue da una ciottola. Un saldato cerca di fermare il santo trattenendogli il braccio destro. A sinistra vi è raffigurata una donna che trattiene il figlio spaventato mentre in lontananza è raffigurato il bosco dove avverrà la flagellazione del martire, così come raccontato da fra Celestino: 
(Fra Celestino Colleoni)

#### Sant'Alessandro condannato a morte da Massimiano(103x148)
Il dipinto è conservato in collezione privata a Bergamo e raffigura il santo infinocchiato al centro della scena mentre viene condannato a morte da Massimiano dopo il suo atto di rifiuto dell'adorazione degli idoli. L'imperatore con la corona d'alloro sul capo ordina la decapitazione del santo. Il carnefice posto a destra avanza con il suo cane, attorniato da una grande folla. Ma tutti restano stupidi dalla grande montagna che si pone sul capo di Alessandro a sua protezione.
(Fra Celestino Colleoni)

#### Materno, arcivescovo di Milano, invia sant'Alessandro a Bergamo(104x149)
Il dipinto è conservato nella sagrestia del duomo di Bergamo e raffigura il santo che si presenta all'arcivescovo di Milano Materno dopo la sua terza fuga dal carcere. Questi lo invita a evangelizzare a Bergamo. Il vescovo indossa gli abiti papali e a fianco a lui vi sono due diaconi a confermare la solennità dell'evento. L'immagine infatti pare che presenti la consacrazione epistolare di Alessandro con la consegna di un mitra e di un pastorale. Un giovane alle spalle del santo regge il vessillo che raffigura sempre il giglio: 
(Fra Celestino Colleoni)

#### Predica di sant'Alessandro(101x146)
Il dipinto è conservato nella pinacoteca Tosio Martinengo di Brescia e raffigura il santo posto sul lato destro della tela che regge il vessillo della legione Tebea con la sinistra mentre il braccio destro è sollevato verso la statua posta sulla colonna del Crotacio che raffigura un idolo romano, invitando i numerosi presenti a seguire le sue parole e la sua fede cristiana. Sulla sinistra della tela vi è un defunto che viene portato alla presenza di Alessandro, il quale riportandolo in vita convertirà molti dei presenti.
(fra Celestino Colleoni)

#### Martirio di sant'Alessandro(105x150)
La tela è conservata nella basilica di Sant'Alessandro in Colonna di Bergamo e raffigura il martirio del santo. Il carnefice è raffigurato di spalle centrale alla tela nell'atto di riporre la spada nel fodero. A terra il capo e e il corpo acefalo del martire. Intorno, un popolo di osservanti pietrificato tra cui è presente uno con la brocca dell'acqua chiesta da Alessandro per potersi lavare mani e faccia prima di essere martirizzato, come indicato da fra Celestino.
(fra Celestino Colleoni)

#### Miracolo dei fiori nati dal sangue di sant'Alessandro(103x148)
La tela è conservata in collezione privata in Bergamo e raffigura santa Grata duchessa di Bergamo, che convertita al cristianesimo da Alessandro accorre dopo il martirio, ne raccoglie il capo avvolto in un bianco lino e con solenne processione fa portare e seppellire il corpo nell'orto della sua casa, fuori le mura cittadine. Il corpo fu trasportato lungo quella che è via Pignolo allora un grande bosco e le gocce di sangue che cadeva fiorivano in gigli e altri fiori. La santa, con lo sguardo, cerca conforto nelle sue compagne. Accanto a lei in preghiera forse quella che viene identificata in santa Esteria di Bergamo.

#### Santa Grata mostra a suo padre Lupo i fiori nati dal sangue di sant'Alessandro(103x148)
Il dipinto è conservato in collezione privata a Bergamo e raffigura santa Grata che si presenta al cospetto del padre Lupo in un maestoso palazzo mentre questi sta leggendo un documento in pergamena. La giovane porge i fiori al padre e lo invita a sentirne il profumo. Il conte veste abiti signorili con mantello d'ermellino. Il conte Lupo faceva parte della nobiltà cittadina figlio di Crotacio. Ai suoi piedi è posto un cane e accanto a lui la consorte Adleide educata alla fede cristiana fin dalla giovane età. Grata cerca con i fuori di convincere il padre della santità del martire.
(Fra Celestino Colleoni)

#### Traslazione del corpo di sant'Alessandro
Il dipinto è opera di Fabio Ronzelli e conservato presso la cattedrale alessandrina di Bergamo e raffigura il re Berengario genuflesso sulla base di una colonna che è posta davanti al sepolcro dove viene traslato il corpo del santo. Di fronte, il vescovo di Bergamo Adalberto che ne aveva ordinato la sepoltura nella cripta della basilica di Sant'Alessandro in Colonna fatta edificare da santa Grata. Il re pone la sua corona come dono al santo, forse per farsi perdonare l'assedio e il sacco di Bergamo da lui comandato nel 908. La salma è sorretta da tre chierici che lo pongono nel sepolcro. 
(Fra Celestino Colleoni)

#### Federico Barbarossa tenta di violare le reliquie di sant'Alessandro(158x279 nmm)
Della tela si conserva un disegno in Accademia Carrara eseguito a matita nera su carta d'avorio. Il disegno raffigura tre personaggi che cercano di rimuovere la lastra tombale, del sepolcro che ospitava le spoglie di sant'Alessandro. I tre cercano faticosamente con delle spranghe di sollevare la pesante copertura, tanto che uno cade in terra nell'immane sforzo. Ma nulla vale ad aprire il sepolcro che continua a rimanere sigillato. Tutti si stupiscono di questo evento. La scena si svolge nella cripta, dove sono appesi alle pareti molti ex voto. Tra i presenti al prodigioso evento vi è anche Federico Barbarossa con due soldati.
(Fra Celestino Colleoni)
L'evento non documentato ma solo tramandato, fu nuovamente raffigurato dal Ceresa nel 1639 nel dipinto Tentativo di trafugamento del corpo di sant'Alessandro della chiesa di Santa Grata in Columnellis di via Arena in Bergamo.

#### Sant'Alessandro a cavallo protettore di Bergamo
il dipinto raffigura il santo su di un cavallo bianco con gli abiti militari d'epoca romana, a cui vi sono stati aggiunte parti seicentesche come il pennacchio sul copricapo. Regge il vessillo dove è raffigurato il giglio, simbolo della legione di Tebe. Questo pare volare nel cielo con ai piedi la città orobica di cui si distinguono le torri e i campanili. In questo modo viene canonicamente raffigurato il santo.